# Сир-ле-Мелло
Сир-ле-Мелло (фр. Cires-lès-Mello) — город на севере Франции, регион О-де-Франс, департамент Уаза, округ Санлис, кантон Монтатер. Расположен в 30 км к юго-востоку от Бове и в 50 к северу от Парижа, в 16 км от автомагистрали А16 «Европейская», на правом берегу реки Терен, притока Уазы. В центре коммуны находится железнодорожная станция Сир-ле-Мелло линии Крей-Бове.
Население (2018) — 3 986 человек.

## Достопримечательности
- Церковь Святого Мартина XIII—XV веков
- Руины десятинного амбара XIII века
- Павильон дю Тийе — здание в стиле неоготики и неоренессанса. Построенное к Всемирной выставке 1900 года, оно было приобретено владельцами шато дю Тийе и установлено у его ворот.

## Экономика
Структура занятости населения:
- сельское хозяйство — 0,5 %
- промышленность — 3,6 %
- строительство — 1,1 %
- торговля, транспорт и сфера услуг — 17,2 %
- государственные и муниципальные службы — 77,6 %

Уровень безработицы (2017) — 11,3 % (Франция в целом — 13,4 %, департамент Уаза — 13,8 %). 

Среднегодовой доход на 1 человека, евро (2018) — 22 350 (Франция в целом — 21 730, департамент Уаза — 22 150).

## Демография
Динамика численности населения, чел.

## Администрация
Пост мэра Сир-ле-Мелло с 2020 года занимает Ален Герине (Alain Guerinet). На муниципальных выборах 2020 года возглавляемый им правый список победил во 2-м туре, получив 41,48 % голосов (из четырех списков).
| Период | Период | Фамилия         | Партия        | Примечания             |
| ------ | ------ | --------------- | ------------- | ---------------------- |
| 1971   | 1977   | Альфред Пельтье |               |                        |
| 1977   | 1983   | Жан Бено        |               |                        |
| 1983   | 1989   | Юбер Лью        | Разные правые |                        |
| 1989   | 2001   | Ален Герине     | Разные правые |                        |
| 2001   | 2008   | Юбер Лью        | Разные правые | пенсионер              |
| 2008   | 2014   | Ален Герине     | Разные правые |                        |
| 2014   | 2020   | Беатрис Бакен   | Разные правые | торговый представитель |
| 2020   |        | Ален Герине     |               |                        |

## Галерея

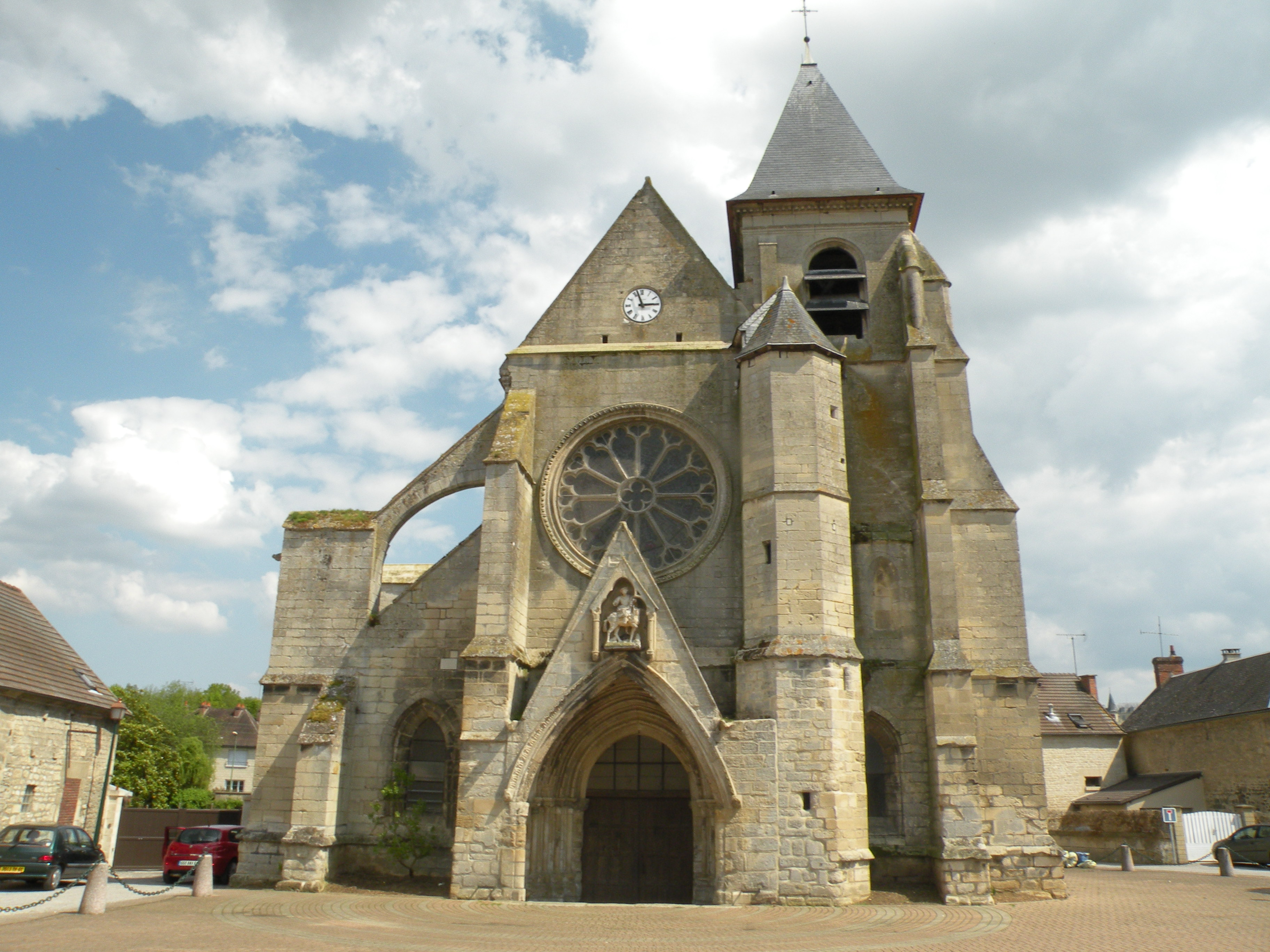
Церковь Святого Мартина
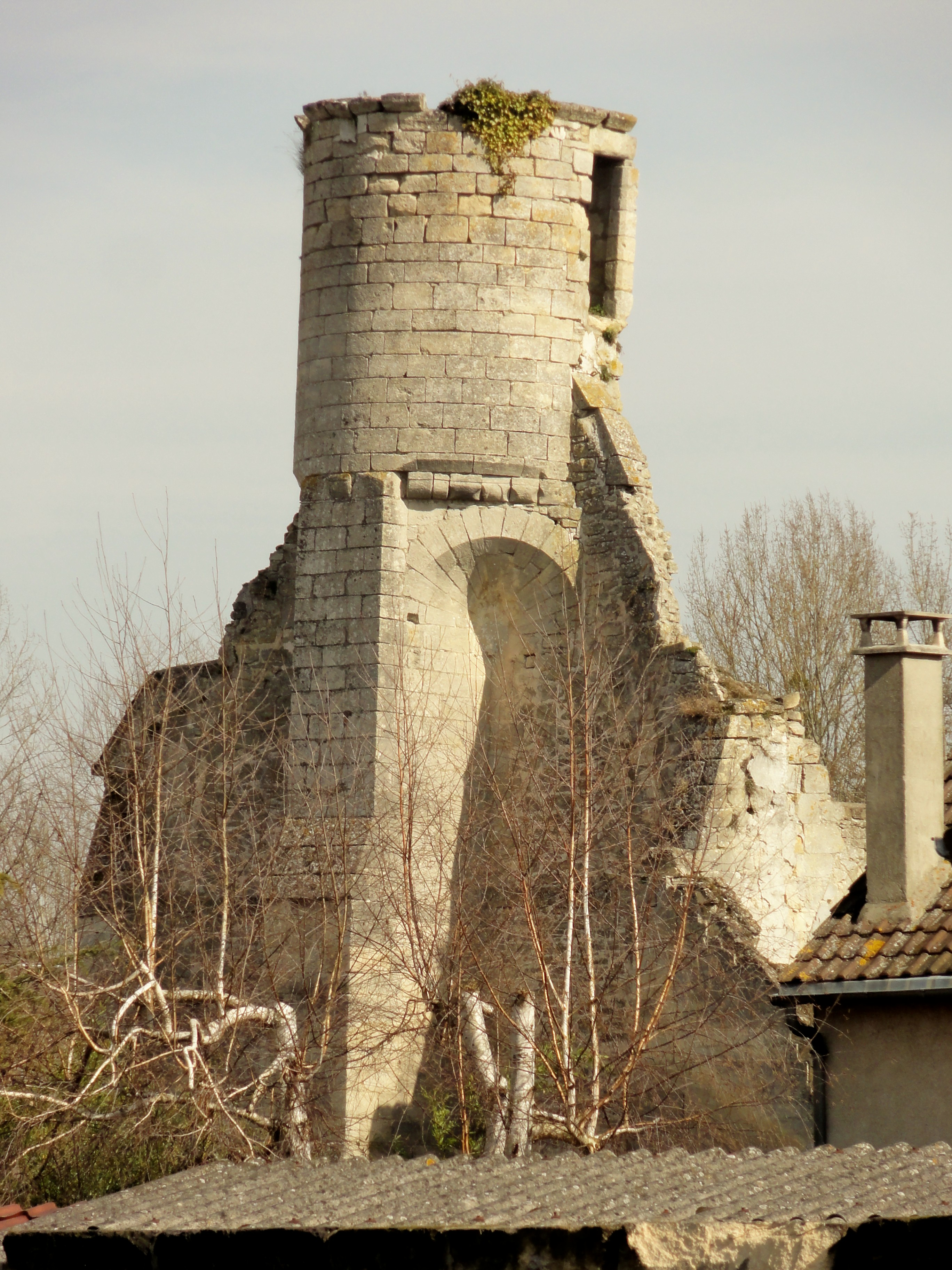
Десятинный амбар XIII века
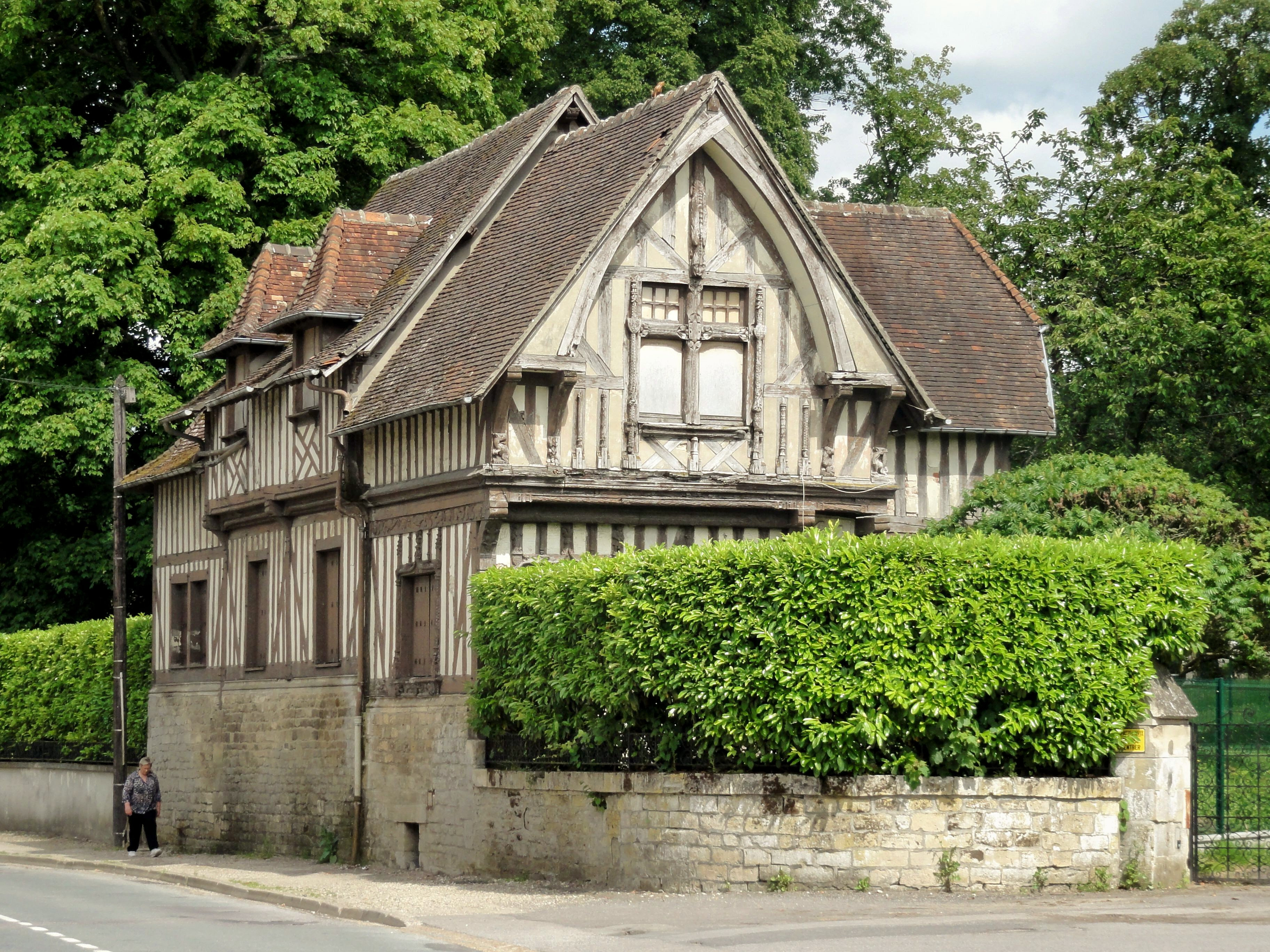
Павильон дю Тийе